# تریداستیشن (نرم افزار)
تریداستیشن نرم‌افزاری است که بر روی مایکروسافت ویندوز اجرا می‌شود و توسط TradeStation Securities طراحی، فروخته و توزیع شده‌است. این یک نرم‌افزار تحلیل تکنیکال و یک پلت فرم معاملات الکترونیکی است که برای تجزیه و تحلیل و تجارت بازارهای مالی استفاده می‌شود. از یک زبان برنامه‌نویسی اختصاصی داخلی به نام EasyLanguage استفاده می‌کند. این نرم‌افزار عمدتاً برای عملیات‌های سرمایه‌گذاری کوچک استفاده می‌شود.